# هامونه اسیدالیا
هامونهٔ اَسیدالیا (انگلیسی: Acidalia Planitia) نام هامونه‌ای (دشتی گسترده و هموار) در کره مریخ است. این هامونه در میان قلمرو آتشفشانی تارسیس (Tharsis) و سرزمین عربی (Arabia Terra) و در شمال دره‌وار مارینر (Valles Marineris) واقع شده‌است. بیشتر قسمت‌های هامونه اسیدالیه در محدوده چهارگوشهٔ دریاوار اسیدالی (Mare Acidalium quadrangle) واقع شده اما قسمت کوچکی از آن در چهارگوشهٔ دریاچه‌وار ایسمنیا (Ismenius Lacus quadrangle) قرار گرفته است.
منطقه معروف سیدونیا در هامونه اسیدالیا قرار دارد. گروهی از تپه‌های منطقه سیدونیا به این خاطر که از زاویه‌هایی با نورپردازی مشخصی شکل چهره انسانی را به خود می‌گیرند توجه بسیاری را به خود جلب کرده‌اند. در برخی نواحی از هامونه اسیدالیا عارضه‌های قیف‌شکلی دیده می‌شون که به گفته برخی پژوهشگران آتشفشان‌هایی گِلی هستند.
هامونه اسیدالیا به نام یک عارضه بازتابی بر روی یکی از نقشه‌های جووانی اسکیاپارلی نامیده شده و نام آن عارضه نیز خود، از یک چشمه افسانه‌ای به نام اسیدالیا گرفته شده‌است.
در رمان تخیلی مریخی نوشته اندی ویر، هامونه اسیدالیا محل فرود فضاپیمای مأموریت «آرِس ۳» است. در این رمان، شخص اول داستان در هامونه اسیدالیا زنده اما تنها باقی می‌ماند.

## نگارخانه

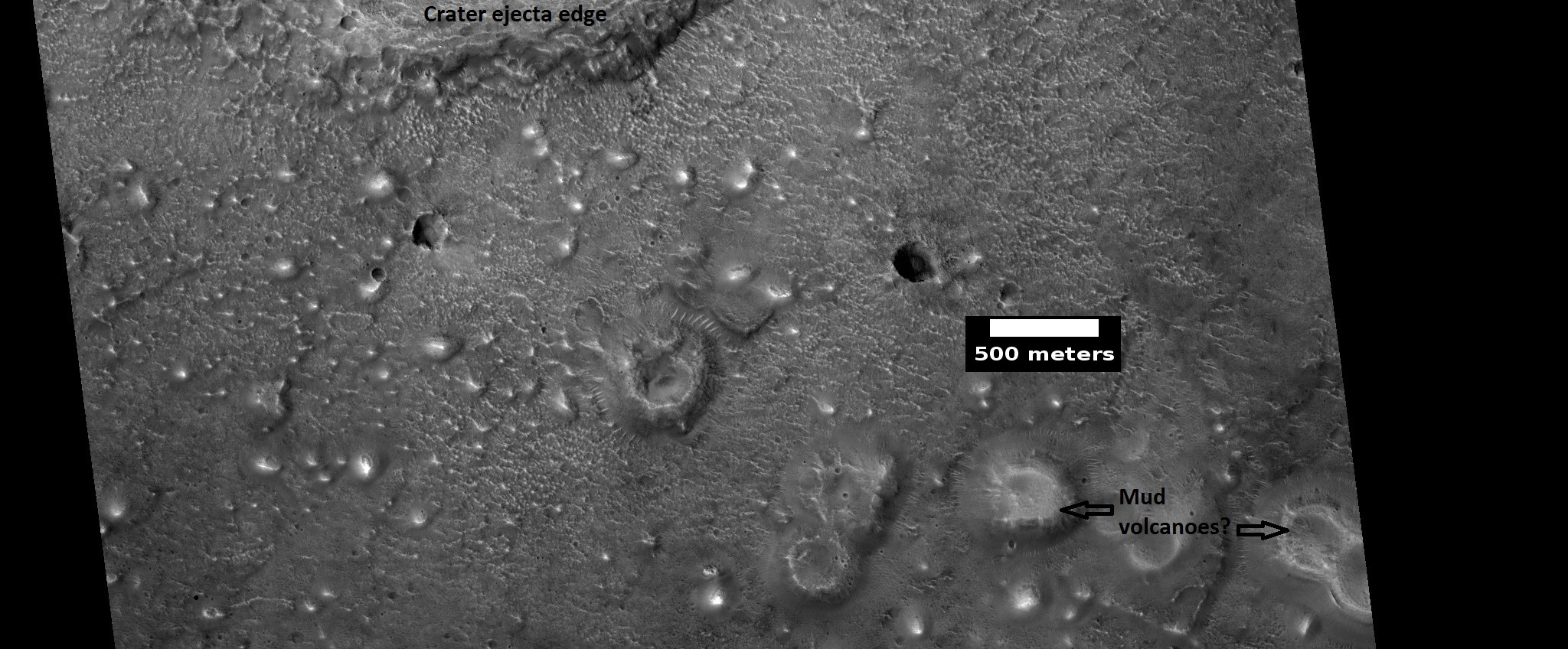